# 浜名湖花博

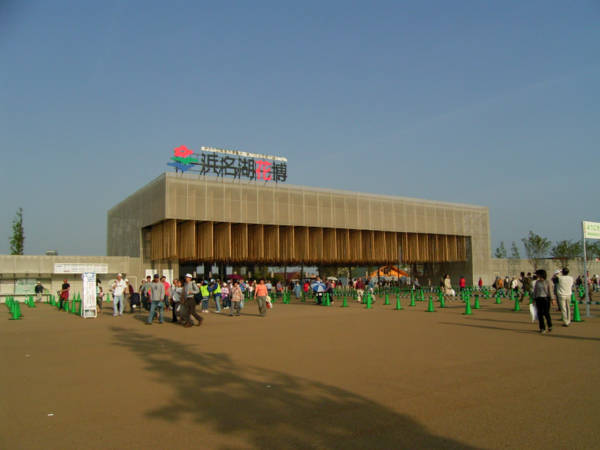
花博会場正面入口

浜名湖花博（はまなこ はなはく）は、しずおか国際園芸博覧会「パシフィックフローラ2004」と「第21回全国都市緑化しずおかフェア」の愛称である。

## 概要
名誉総裁は秋篠宮文仁親王が務め、2004年4月8日〜10月11日（187日間）の会期で、静岡県浜松市村櫛町（当時）にある浜名湖ガーデンパークの約56ヘクタールの土地で開催され、約544万人が来場した。
日本の花博としては1990年の国際花と緑の博覧会、2000年の淡路花博に次いで3回目と言われるが、厳密には博覧会国際事務局（BIE）が承認したものは、大阪市の『国際花と緑の博覧会』だけである。2005年日本国際博覧会の宣伝としての役割も果たした。
博覧会終了後は一旦閉鎖され、展示物の撤去などの再整備をされたのち、2005年6月5日に博覧会の一部を残す形で静岡県営の植物園型都市公園浜名湖ガーデンパークが供用開始された。
なお、開催から10年を迎えた2014年の「第31回全国都市緑化しずおかフェア」では『浜名湖花博2014』の愛称が使用されている。

## 浜名湖花博会場
太字は「十花撰」のスポットを表す。

### 花の街
- ワールドガーデンコンペディション
- ほほえみの庭
- 花みどり未来館
- KANSAI SUPER GARDEN〜煌めく未来の庭園〜 … 山本寛斎がプロデュース
- 富士フイルムイメージングスクエア
- しずおかふるさと館
- JAとぴあ浜松館 はなとぴあ
- 浜松産業館 E～RA
- 浜名湖館フルレ
- ハーブの館・花夢香夢

### 水の園
- きらめきタワー
- 水辺の劇場
- 国際花の交流館
- 庭文化創造館
- のたねステージ

### 緑の里
- 園芸文化館
- 昭和天皇自然館 … 昭和天皇御製の標本等生物学研究の成果を展示
- 百華園（世界のビックリ植物）
- 花の美術館 … フランス・ジヴェルニーにあるクロード・モネの家と庭園を再現
- 国際庭園
- 庭回廊
- 自然観察園

### 園内の移動手段
- いろどりクルーズ
- フローラムーバー

## 会場内・会場への交通
- シャトルバス - 舞阪駅、浜松駅、豊橋駅、静岡駅、名鉄バスセンター、清水駅、岐阜駅
- 水上バス - 弁天島海浜公園、浜名湖今切パーク海湖館、浜名湖パルパルマリンゲート、浜名湖レークサイドプラザ

周辺の県道静岡県道62号/静岡県道65号が花博開催に合わせ全通した。

## FMのたね
浜名湖花博開催期間中に浜松市など遠州エリア近郊で聴取できたイベントラジオ放送。周波数は89.7MHzで、交通情報から音楽まで多彩な番組が放送された。また、VICS（文字情報）も扱っており、そちらはカーナビゲーション等に交通情報や会場情報などを文字や図形で提供した。
また、会場周辺の市町村でも情報が聞かれることを目的として、出力が100Wで送信されていた（通常のコミュニティFMは出力最大20W）。

### 歴史
- 2004年4月8日 放送開始
- 2004年10月11日 放送終了

### 受信可能範囲
- FMラジオ
  - 東端：掛川市
  - 西端：豊橋市
  - 北端：天竜市
- VICS（文字情報）
  - 東端：天竜川右岸
  - 西端：湖西市
  - 北端：浜北市

### 番組
- サタデー 浜名湖花博ガイド（土曜 9:00〜12:00）
- サンデー 浜名湖花博ガイド（日曜 9:00〜12:00）

それ以外の時間帯は主に浜松のコミュニティFM局・FM Haro!のネット番組をプログラムして放送。